# Терехов, Александр Кузьмич
Алекса́ндр Кузьми́ч Те́рехов (10 ноября 1924 — 12 декабря 1981) — участник Великой Отечественной войны, командир отделения 91-й отдельной разведывательной роты 49-й стрелковой дивизии, сержант. Один из 29 полных кавалеров, награждённых четырьмя орденами Славы (двумя орденами Славы 3-й степени).

## Биография
Родился 10 ноября 1924 году в городе Воронеже в семье рабочего. Русский по национальности. Образование начальное. Член ВЛКСМ. Работал на заводе.
В Красной Армии и на фронте в Великую Отечественную войну с сентября 1942 года.
Разведчик 91-й отдельной разведывательной роты (49-я стрелковая дивизия, 10-я армия, Западный фронт) сержант Александр Терехов в составе разведывательной группы 7 января 1944 года юго-западнее города Чаусы Могилёвской области Белоруссии проник во вражескую траншею и захватил в плен гитлеровца.
За мужество и отвагу, проявленные в боях, 23 января 1944 года сержант Терехов Александр Кузьмич  награждён орденом Славы 3-й степени.  По всей вероятности, из-за перевода в феврале 1944 года дивизии на другой фронт, орден ему так и не вручили (вручён только в 1951 году)
За мужество и отвагу, проявленные в боях, 9 сентября 1944 года сержант Терехов Александр Кузьмич вновь награждён орденом Славы 3-й степени.
5 февраля 1945 года разведчик 91-й отдельной разведывательной роты (49-я стрелковая дивизия, 33-я армия, 1-й Белорусский фронт) сержант Александр Терехов при поиске места переправы через реку Одер южнее города Франкфурт-на-Одере (Германия) в бою уничтожил вражеский пулемёт. В ожесточённой схватке за населённый пункт Аурит, расположенный юго-восточнее города Франкфурт-на-Одере, сержант Терехов вместе с бойцами истребил до взвода пехоты неприятеля.
За мужество и отвагу, проявленные в боях, 8 марта 1945 года сержант Терехов Александр Кузьмич награждён орденом Славы 2-й степени.
Командир отделения 91-й отдельной разведывательной роты сержант Александр Терехов с бойцами, вверенного ему подразделения, 16 апреля 1945 года при прорыве вражеской обороны западнее Аурита блокировал два вражеских дзота, уничтожил два пулемёта, пушку, свыше десяти солдат и офицеров противника.
22 апреля 1945 в том же районе сержант Терехов с разведывательной группой проник в расположение неприятеля и захватил в плен гитлеровца, сообщившего советскому командованию ценные сведения.
Указом Президиума Верховного Совета СССР от 15 мая 1946 года за образцовое выполнение заданий командования в боях с немецко-фашистскими захватчиками сержант Терехов Александр Кузьмич награждён орденом Славы 1-й степени, став полным кавалером ордена Славы.
В 1947 году сержант А. К. Терехов демобилизован. Жил в городе Москве. До ухода на заслуженный отдых работал шофёром. Умер 12 декабря 1981 года. Похоронен на Николо-Архангельском (Центральном) кладбище в Москве.

## Награды
- орден Славы 1-й степени (15.05.1946)
- орден Славы 2-й степени (08.03.1945)
- 2 ордена Славы 3-й степени (23.01.1944; 09.09.1944)
- 2 медали «За отвагу»
- другие медали